# Stadnycia (obwód kijowski)
Stadnycia (ukr. Стадниця, hist. pol. Stadnica) – wieś na Ukrainie, w obwodzie kijowskim, w rejonie białocerkiewskim, w hromadzie Tetyjów. W 2001 liczyła 829 mieszkańców, spośród których 820 wskazało jako ojczysty język ukraiński, 8 rosyjski, a 1 inny.